# دهه ۷۲۰ (پیش از میلاد)
دهه ۷۲۰ (پیش از میلاد) ۷۲مین دهه قبل از مبدا شروع تقویم میلادی است.